# IPad (6‑го покоління)
iPad 9,7 дюйма (офіційно iPad (6‑го покоління)) — планшетний комп'ютер, що був розроблений, вироблявся та постачався компанією Apple Inc. Його було представлено 27 березня 2018 року під час освітнього заходу в Lane Tech High School в Чикаго і є наступником iPad 5‑го покоління, що відрізняється наявністю системи на чипі Apple A10 Fusion і підтримкою стилусів, таких як Apple Pencil. Цей iPad орієнтований для продажів серед освітян і шкіл.
З моменту появи цієї моделі iPad, співробітники Apple Retail в Genius Bar та інші співробітники використовували її для роботи з клієнтами. Із вересня 2019 року iPad сьомого покоління замінив цей iPad.

## Характеристики
iPad поставлявся на базі iOS 11.3, мав попередньо встановлений набір програм iWork і підтримку стилуса Apple Pencil.
Апаратне забезпечення iPad майже ідентичне попередньому поколінню, за винятком кількох оновлень, таких як підтримка Apple Pencil та інших стилусів, а також оновлений процесор Apple A10 Fusion. Він був доступний у трьох кольорах: Сріблястому, Космічному сірому та новому Золотистому кольорі, який відповідає оновленому кольору, представленому в iPhone 8. iPad має 2 гігабайти оперативної пам'яті. Він має товщину 7,5 мм. iPad доступний з обʼємами сховища на 32 і 128 ГБ. На відміну від iPad Pro, iPad не має ламінованого дисплея.

## Відгуки
iPad 2018 року отримав позитивні відгуки. Гарет Бівіс з TechRadar високо оцінив підтримку Apple Pencil та потужний чипа A10, але зазначив, що він все такий же дорогий, як і iPad попереднього покоління. Скотт Стейн із CNET також похвалив підтримку Apple Pencil і оновлення чипа до A10, але розкритикував його за відсутність Smart Connector, а також за те, що він не має такої ж технології дисплея, як iPad Pro, зазначивши «початковий рівень iPad 2018 року не додає багато нового, але це робить і без того чудовий планшет кращою покупкою, ніж будь-коли».

## Хронологія моделей
| Хронологія моделей iPad                     |
| ------------------------------------------- |
| Див. також: Хронологія продуктів Apple Inc. |

Джерело: Apple Newsroom Archive.

## Виноски
1. 1 2  1 ГБ = 1 мільярд байт